# Negba
Negbah (hebräisch נֶגְבָּה Negbah, deutsch ‚gen Negev‘) ist ein Kibbuz im südlichen Bereich Zentralisraels. Negbah liegt zwischen den Städten Qirjat Malʾachi und Askalon im Rechtsgebiet des Regionalrats Joʾav. Der Kibbuz hatte 2018 952 Einwohner und erstreckt sich über eine Fläche von etwa 12 Quadratkilometer.
Der Name Negbah geht auf einen Vers im Buch Genesis zurück, in dem Gott Abraham auffordert, seinen Blick zu heben und von seinem Heim nach Norden, Süden, Osten und Westen zu schauen (Gen 13,14). „Negbah“ ist eine Erweiterung des Wortes Negev um ein angehängtes 'ה' (he) locale, was gen, in Richtung auf bedeutet, also „gen Negev“, „südwärts“ oder „nach Süden“, wovon sich der Name der Wüste herleitet.

## Geographie und Klima
Negbah liegt in der israelischen Küstenebene zwischen der Mittelmeerküste (ca. 12 km) und dem Fuß der Judäischen Berge (ca. 20 km). Negbah liegt etwa 86 Meter über dem Meeresspiegel. Klimatisch befindet sich Negbah an der Übergangszone vom subtropischen Mittelmeerklima mit trockenen, heißen Sommern und regenreichen, milden Wintern zum Wüstenklima des Negev.
Die saisonalen Niederschläge betrugen zwischen 1939/40, dem Gründungsjahr des Kibbuz, und 2002/03 durchschnittlich 494 mm. Durch die Nähe zum Negev variiert die Niederschlagsmenge von Jahr zu Jahr sehr stark. 1998/99 war mit 160 mm Jahresniederschlag das bislang trockenste Jahr, das mit Abstand regenreichste Jahr war 1991/92 mit 1020 mm Niederschlag. Mehr als 90 % des durchschnittlichen Regens fällt zwischen November und März, wohingegen von Juni bis September normalerweise kein Regen fällt. Im Zeitraum 1961–1990 betrug der durchschnittliche jährliche Niederschlag an der vom Israelischen Meteorologischen Dienst betriebenen Messstation Negbah (90 m ü NN) 478 mm. Nur wenige Kilometer südlich des Kibbuz nimmt die jährliche Regenmenge rapide ab.

## Entwicklung des Kibbuz

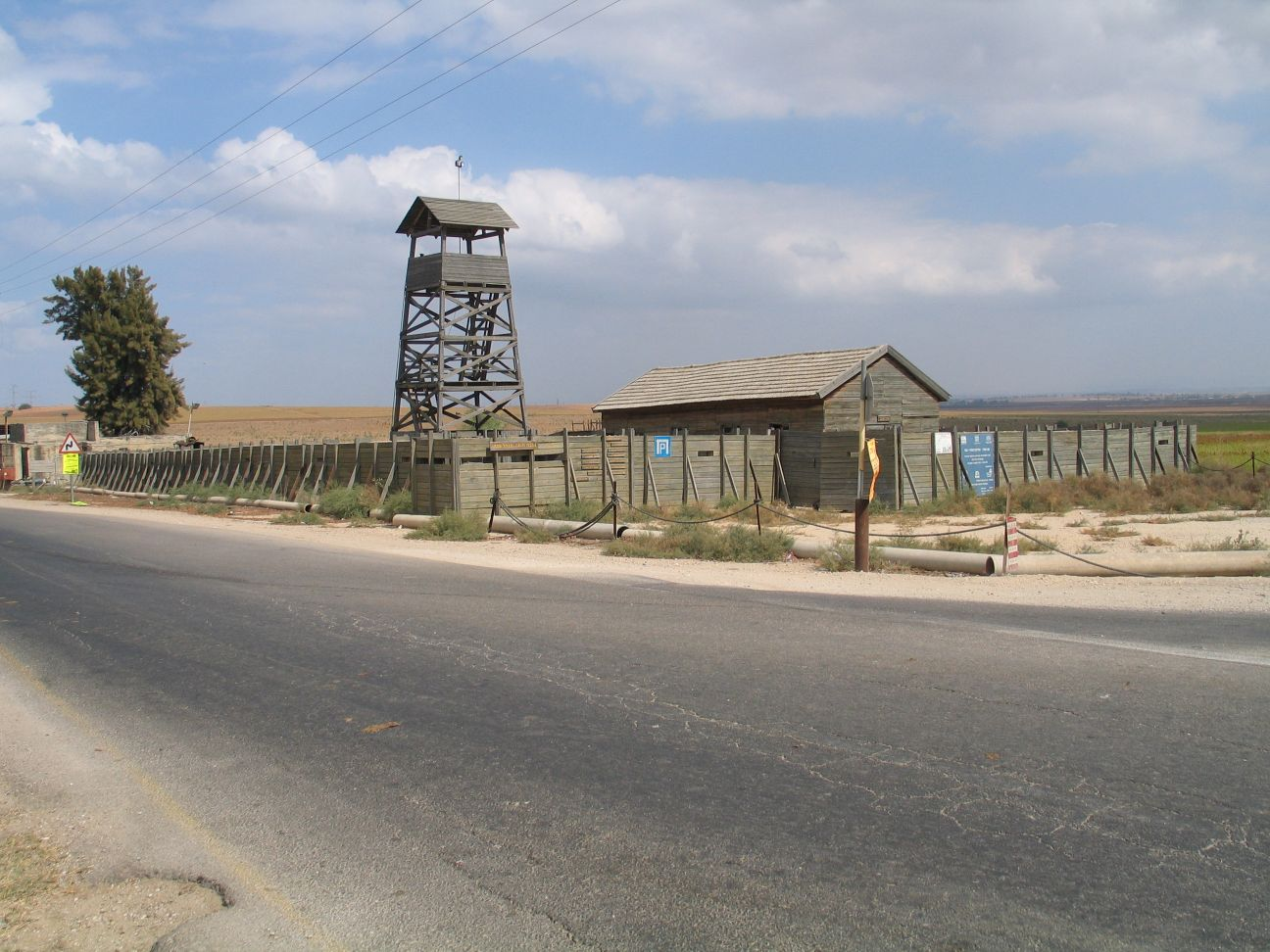
Freilichtmuseum der Turm-und-Palisadensiedlung, Negbah

Der Kibbuz wurde am 12. Juli 1939 als Turm-und-Palisaden-Siedlung durch Mitglieder der HaSchomer haZaʿir aus Polen gegründet. Seinerzeit war er die südlichste jüdische Siedlung im britischen Mandatsgebiet Palästina, er gehörte zum Distrikt Gaza, einem der Distrikte im Mandatsgebiet Palästina, und lag zwischen den arabischen Dörfern Julis, Ibdis, Beit Afa und ʿIraq-Suweidan (heute Metzudat Joʾav), die im Krieg von 1948 zerstört wurden. Ein kleiner Teil des heutigen Kibbuz lag auf dem Gebiet von Beit Afa.

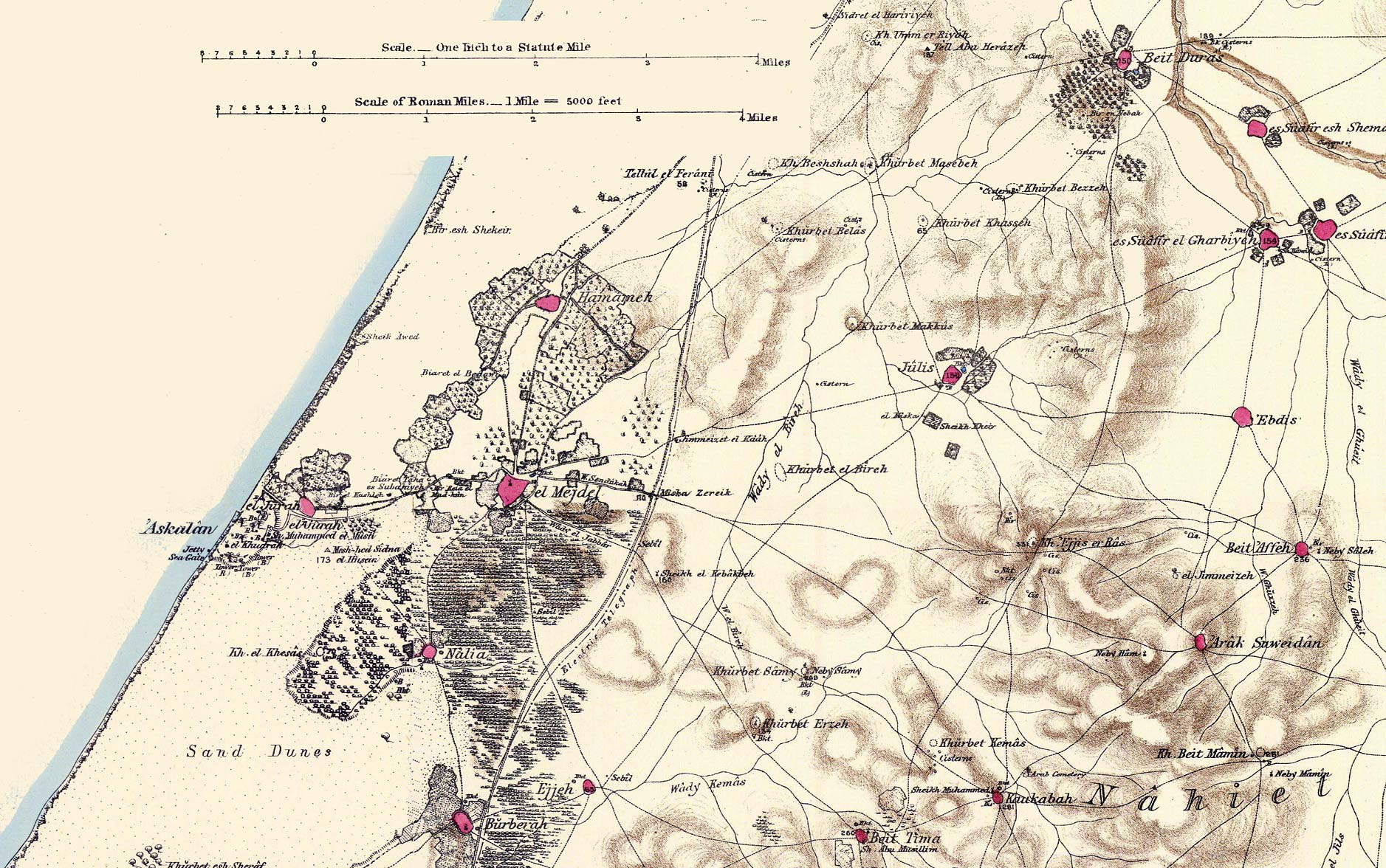
Karte der arabischen Dörfer, zwischen denen der Kibbuz gegründet wurde

Das polnischstämmige Gründungsmitglied Michael Hanegbi (1911–2001), den die Mitglieder bis 1949 mehrfach in Folge zum Kibbuzsekretär (d. h. Leiter des Kibbuzes) wählten, war stark engagiert in der Gründung neuer jüdisch bewohnter Ortschaften. Hanegbi, der in gutem Benehmen mit William Ryder McGeagh, 1943 bis 1946 District Commissioner des Distrikts Gaza, stand, war wesentlicher Förderer der Operation Elf Punkte an Jom Kippur 1946, weshalb auch Negba einer der Ausgangspunkte der Operation war. Zunächst dominierten Einwanderer aus Europa, insbesondere aus Polen und Ungarn, den Zuzug neuer Kibbuzniks. Stephen Spender schildert die Lebensverhältnisse im Jahr 1953. In späteren Jahren kamen z. T. größere Gruppen aus anderen Regionen in den Kibbuz, beispielsweise Anfang der 1980er Jahre aus Argentinien und Ende der 1980er Jahre aus der damaligen Sowjetunion. Der Kibbuz gehörte zunächst dem Dachverband HaKibbuz haʾArzi (הקיבוץ הארצי ‚Landes-[weiter] Kibbuzverband‘) an, der jedoch 1999 im gemeinsamen Dachverband HaTenuʿa haKibbuzit aufging.
Wie in vielen anderen Kibbuzim hatte Negbah seit dem Beginn der 1980er Jahre mit ökonomischen und sozialen Problemen zu kämpfen, die letztlich zu einem Rückgang der Mitgliederzahlen führten. Die Chaverim reagierten mit einigen grundsätzlichen Änderungen: In den 1980er Jahren wurden die Kinderhäuser in einen Kindergarten umgewandelt, 1990 entschied der Kibbuz Lohnarbeiter von außerhalb einzustellen, 1995 wurde die Gemeinschaftsverpflegung abgeschafft, um nur ein paar Beispiele zu nennen.
Dennoch konnte der Kibbuz im Laufe der 1990er Jahre keine neuen Mitglieder gewinnen. Jüngere Kibbuzniks verließen zunehmend den Kibbuz, in erster Linie aus ökonomischen Gründen. Erst eine im Jahr 2004 geschlossene rechtliche Vereinbarung zwischen dem Kibbuz und vielen der jungen Kibbuzbewohner, die den Kibbuz verlassen hatten, führte zu einer Umkehr des Trends. Demnach verfügen neue Kibbuzmitglieder über weitgehende ökonomische Unabhängigkeit und sind lediglich anteilige Kibbuzmitglieder. Zwischen 2004 und 2007 konnte der Kibbuz Negbah somit 82 neue Mitglieder verzeichnen.

## Kämpfe um Negbah 1948

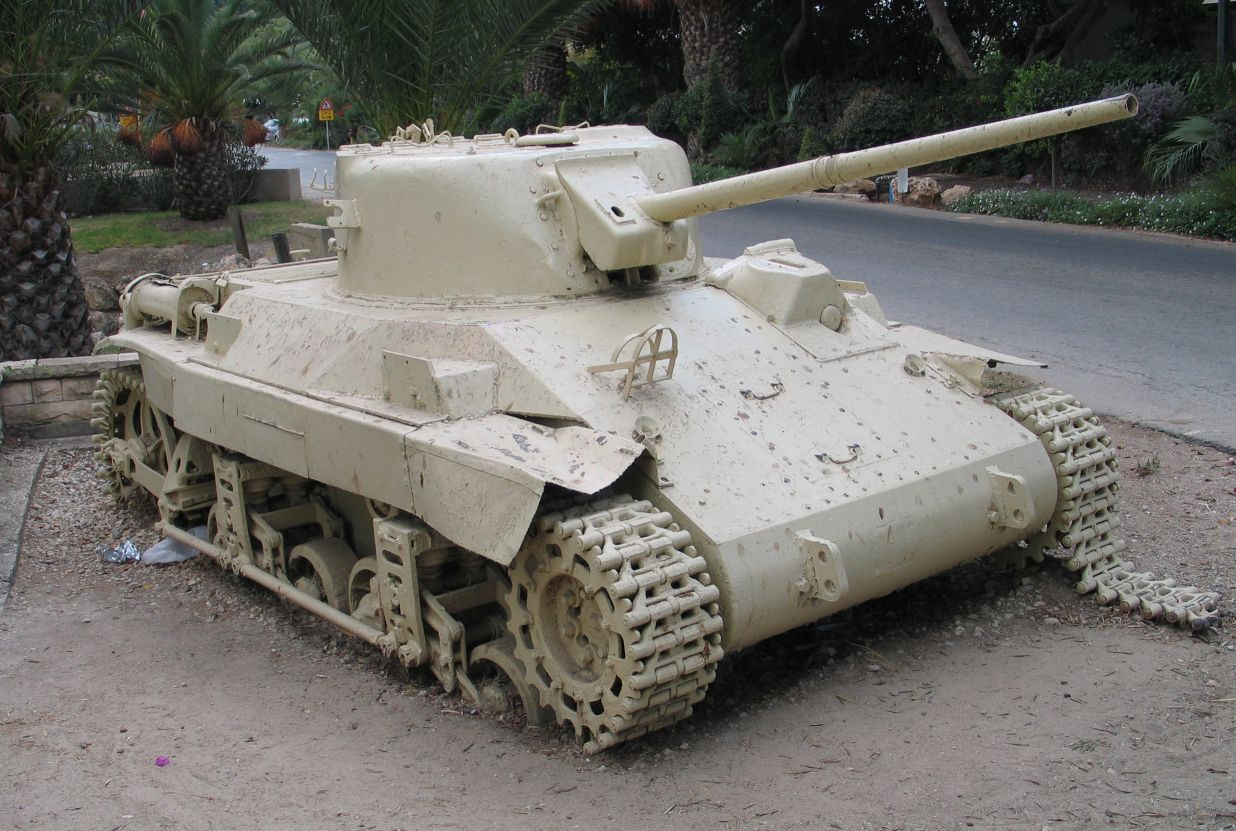
Ägyptischer Panzer aus dem Jahr 1948, Negbah

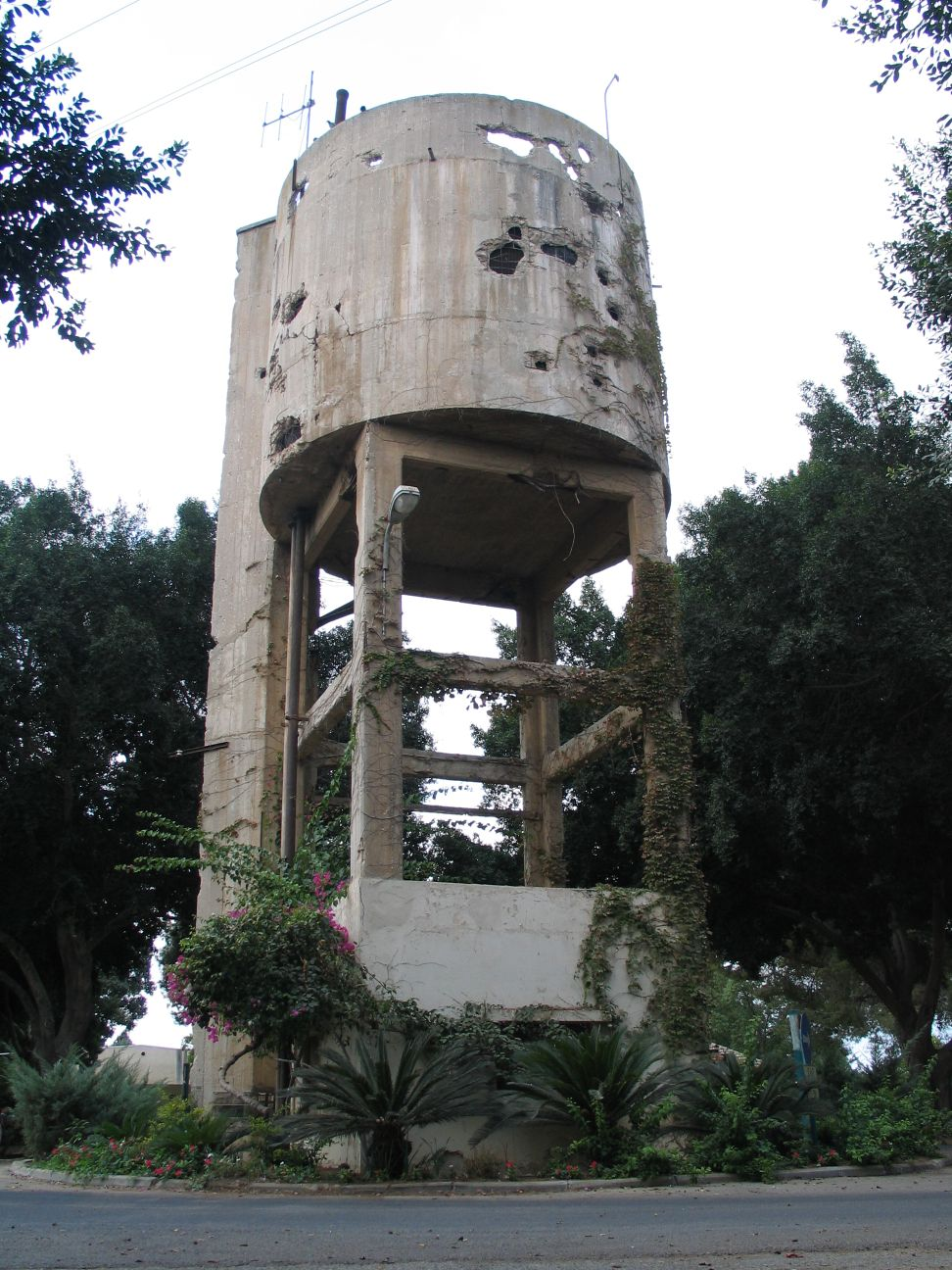
Alter Wasserturm, Negbah

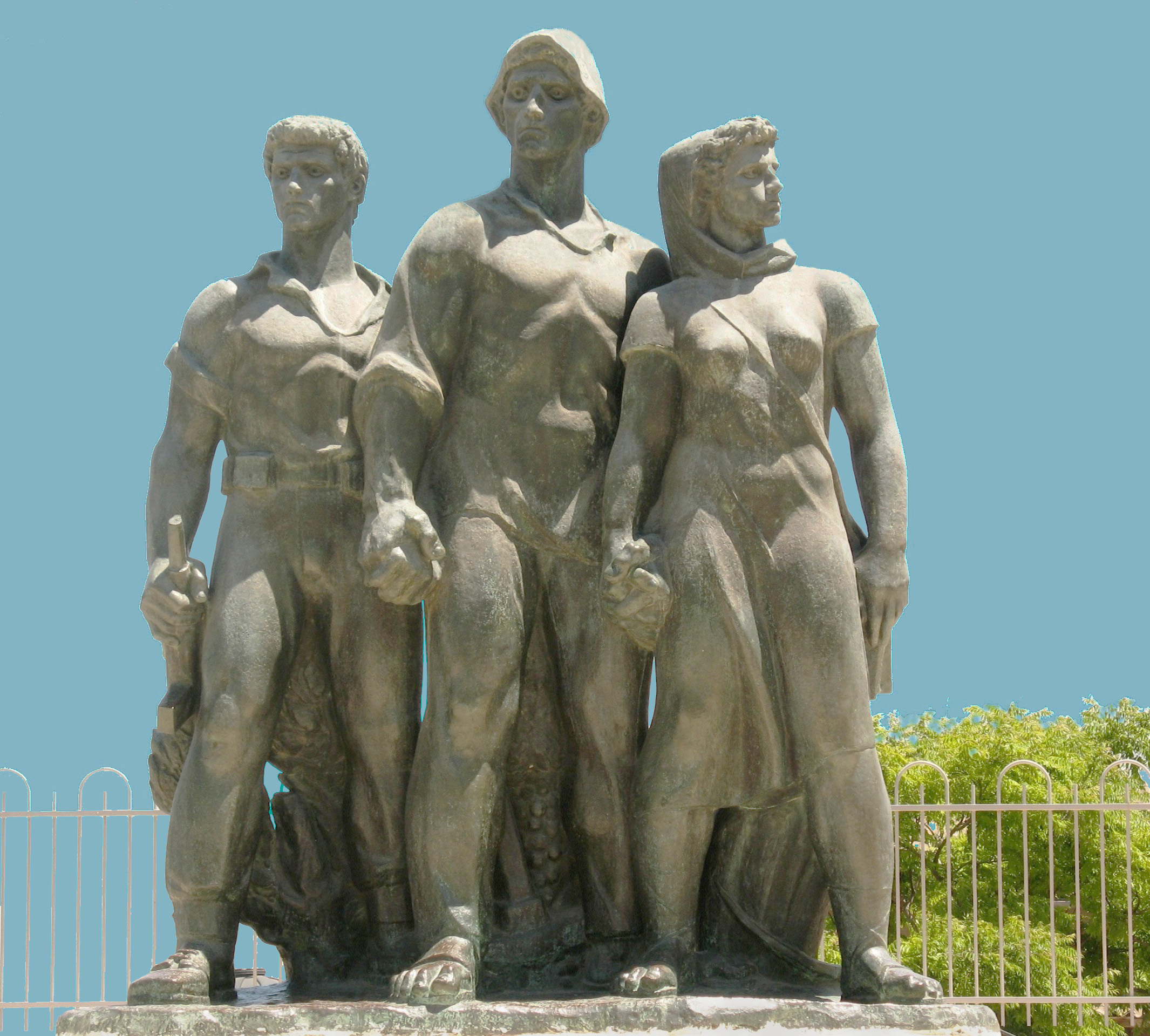
Denkmal von Nathan Rappaport, Negbah

Im arabisch-israelischen Krieg von 1948 stieß die ägyptische Armee seit dem 15. Mai 1948 entlang der Küste nach Norden vor. Von Madschdal aus schwenkte ein Teil der ägyptischen Einheiten nach Osten ab auf die Straße nach Hebron, das schon von einem anderen Stoßkeil ägyptischer Truppen kontrolliert wurde, die vom Negev aus über Beʾer Scheva und das Judäische Bergland bis in die Nähe von Jerusalem vorgestoßen waren. An der Straße nach Hebron eroberten Ägypter das etwa 1,5 Kilometer südlich des Kibbuz auf einer Anhöhe im arabischen Dorf ʿIraq-Suweidan gelegene britische Tegart-Fort der Polizei, das auch die Straße nach Süden in den Negev zu den dort entstandenen jüdischen Siedlungen kontrollierte, die damit ringsum von feindlichen Kräften eingeschlossen waren. Da der militärische Widerstand in Negbah diese Einschließung bedrohte, besetzten die Ägypter außer dem Polizeifort auch die arabischen Dörfer in der Umgebung des Kibbuz und beschossen diesen mit Artillerie. Trotz der mit Unterstützung von Flugzeugen und Panzern durchgeführten massiven Angriffe konnte er nicht erobert werden. Der Kibbuz wurde zu großen Teilen zerstört, die Verteidigung konnte jedoch in Bunkern und Befestigungen den drei Monate anhaltenden Angriffen standhalten. In der Operation Joʾav wurde die ägyptische Armee am 9. November 1948 geschlagen. Nach mehreren vergeblichen Versuchen wurde das Polizeifort Iraq-Suweidan durch die israelische Armee erobert. Die Bewohner Negbahs kehrten in den Kibbuz zurück und der Wiederaufbau begann.
Zur Erinnerung an die gefallenen Soldaten und Verteidiger des Kibbuz wurde 1953 neben dem Soldatenfriedhof ein von Nathan Rappaport entworfenes Denkmal errichtet: ein Mann und eine Frau des Kibbuz neben einem kämpfenden Soldaten, die deren gemeinsamen Kampf symbolisieren sollen. Im Kibbuz erinnern ein eroberter ägyptischer Panzer und der mit Einschusslöchern versehene alte Wasserturm an die Kämpfe um Negbah.
Der Widerstand der Kibbuzbewohner wird im Roman Exodus von Leon Uris im Vierten Buch, Kapitel IX, erwähnt. Im Jahr 1949 schuf der Maler Ludwig Schwerin das Bild The Watchtower of Negbah.

## Wirtschaft
Die ökonomische Grundlage des Kibbuz bestand in den ersten Jahrzehnten des Bestehens traditionell in der Landwirtschaft. Zunächst wurden u. a. Orangen, Birnen, Baumwolle und Avocados angebaut. Hühner und Kühe wurden als Vieh gehalten.
Das in den 1970er Jahren vom Kibbuz gegründete und dort beheimatete Verpackungsunternehmen CLP Industries Ltd. hat sich zu einem führenden Unternehmen der israelischen Verpackungsindustrie entwickelt (insbesondere flexible Verpackungsmaterialien). 1991 erwarb der Konzern Gal 50 % der Anteile des Kibbuzunternehmens, welches seitdem unter dem Namen C.L.P.-Gal Industries am Markt operierte. Es wurde 1999 von der Tadbik-Gruppe übernommen. Der Betrieb besteht aber weiterhin am Standort Negbah.
Die in den 1950er Jahren entdeckten nahe gelegenen heißen Quellen von Chammei Joʾav werden gemeinsam von den Kibbuzim Negbah und Sde Joʾav als Kurbad betrieben. Ende der 1990er Jahre besuchten etwa 285.000 Menschen die Chammei Joʾav. Dem Kibbuz angeschlossen ist ein Freilichtmuseum, das eine Rekonstruktion des Kibbuz zur Zeit der Gründung als Turm-und-Palisaden-Siedlung darstellt, allerdings lediglich auf einem Drittel der ursprünglichen Fläche.